# Oxfordská univerzita
Oxfordská univerzita (anglicky University of Oxford, často také Oxford University, latinsky Universitas Oxoniensis) je nejstarší univerzita v anglicky mluvící části světa a jedna z nejstarších univerzit vůbec. Sídlí v anglickém městě Oxford a je považována za jednu z nejprestižnějších a nejlépe hodnocených univerzit na světě. V mezinárodním žebříčku vysokých škol THE World University Rankings se již pět let v řadě umisťuje na 1. místě. Její tradiční barvou je tmavě modrá.
Univerzita funguje na bázi federativního zřízení, tvoří ji 39 autonomních kolejí, 5 permanent halls of residence a řada fakult. V čele instituce stojí kancléř a vicekancléř. Vzhledem k tomu, že kancléř je spíše symbolická funkce, do níž jsou doživotně voleny významné osobnosti, samotné vedení univerzity fakticky připadá na vicekancléře.
Součástí Oxfordské univerzity je také několik muzeí a knihoven, které patří k nejstarším v Anglii.

## Historie
Rok založení ani počátky univerzity nejsou známy. Nejstarší doklad o probíhající výuce v Oxfordu je k roku 1096. První známý vyučující je teolog Theobald z Étampes na počátku 12. století. K výraznému nárůstu počtu studentů došlo, když král Jindřich II. zakázal v roce 1167 Angličanům studovat na univerzitě v Paříži. Od roku 1201 stál v čele univerzity magister scolarum Oxonie. Pro tuto funkci se od roku 1214 dodnes používá titul kancléř. V roce 1248 získala univerzita oficiální uznání chartou krále Jindřicha III.
Po násilných sporech studentů s občany města v roce 1209 odešla část univerzitní obce do Cambridge, kde pak vznikla Univerzita v Cambridgi.
Přibližně v té době začaly také vznikat koleje, anglicky colleges, které se původně omezovaly pouze na poskytování ubytování a stravy studentům a akademikům, později se ovšem jejich působnost rozšířila i na aktivity spojené s výukou. K nejstarším patří University College (založená Vilémem z Durhamu 1249), Balliol College a Merton College, jejichž vznik se datuje do 13. století.
Od konce 15. století byla výuka na Oxfordu značně ovlivněna renesancí. Pod vlivem reformace a rozkolu s římskokatolickou církví mnoho učenců uteklo do Evropy a metoda výuky se změnila ze středověké scholastiky na výuku v renesančním duchu. Během anglické občanské války se univerzita stala centrem roajalistů, zatímco město Oxford stálo na straně parlamentaristů. Od 18. století se však univerzita snaží stát stranou politických konfliktů.
V druhé polovině 19. století vznikly první čtyři ženské koleje: Lady Margaret Hall (1878), Somerville College (1879), St Hugh's (1886) a St Hilda's (1893). Ovšem až v roce 1920 se ženy mohly stát plnohodnotnými studentkami a získat titul.  Pět kolejí určených pouze pro muže bylo zpřístupněno ženám v roce 1974 a poslední výhradně ženská kolej St. Hilda’s otevřela své brány mužům v roce 2008. Nyní jsou tedy všechny koleje koedukační.
Podle legendy odešli po nepokojích mezi studenty a měšťany, které vyvrcholily roku 1209, někteří z profesorů směrem na severovýchod do města Cambridge a založili tam University of Cambridge. Mezi těmito dvěma univerzitami od té doby panuje rivalita, byť obvykle přátelská, a to téměř ve všech oblastech. Obě univerzity však mají mnoho společných charakteristických rysů a je na ně tedy často odkazováno společně jako na Oxbridge.

## Výuková báze univerzity
Seznam 39 univerzitních kolejí (colleges) a 5 Permanent Private Halls (PPH), které tvoří Oxfordskou univerzitu:

### Univerzitní koleje
| Název                     | Založení                 | Sesterská kolej v Cambridge | Finanční dotace (k roku 2006) |
| ------------------------- | ------------------------ | --------------------------- | ----------------------------- |
| All Souls College         | 1438                     | Trinity Hall                | £224,588,173                  |
| Balliol College           | 1263                     | St John's College           | £78,307,504                   |
| Brasenose College         | 1509                     | Gonville and Caius College  | £97,731,209                   |
| Christ Church             | 1546                     | Trinity College             | £228,744,460                  |
| Corpus Christi College    | 1517                     | Corpus Christi College      | £57,749,353                   |
| Exeter College            | 1314                     | Emmanuel College            | £46,831,123                   |
| Green Templeton College   | 2008                     | St Edmund's College         |                               |
| Harris Manchester College | 1786, status koleje 1996 |                             | £7,871,000                    |
| Hertford College          | 1282, status koleje 1740 |                             | £51,736,000                   |
| Jesus College             | 1571                     | Jesus College               | £118,606,000                  |
| Keble College             | 1870                     | Selwyn College              | £47,248,000                   |
| Kellogg College           | 1990, status koleje 1994 |                             |                               |
| Lady Margaret Hall        | 1878                     | Newnham College             | £33,815,000                   |
| Linacre College           | 1962                     | Hughes Hall                 | £12,971,000                   |
| Lincoln College           | 1427                     | Downing College             | £69,476,000                   |
| Magdalen College          | 1458                     | Magdalene College           | £153,086,000                  |
| Mansfield College         | 1886, status koleje 1995 | Homerton College            | £11,766,000                   |
| Merton College            | 1264                     | Peterhouse                  | £142,366,000                  |
| New College               | 1379                     | King's College              | £143,000,000                  |
| Nuffield College          | 1937                     |                             | £146,206,203                  |
| Oriel College             | 1326                     | Clare College               | £77,486,982                   |
| Pembroke College          | 1624                     | Queens' College             | £40,441,909                   |
| The Queen's College       | 1341                     | Pembroke College            | £130,872,576                  |
| Reuben College            | 2019                     |                             |                               |
| St Anne's College         | 1878, status koleje 1952 | Murray Edwards College      | £39,751,255                   |
| St Antony's College       | 1950, status koleje 1963 |                             | £29,619,743                   |
| St Catherine's College    | 1963                     | Robinson College            | £53,138,357                   |
| St Cross College          | 1965                     | Clare Hall                  |                               |
| St Edmund Hall            | 1226, status koleje 1957 | Fitzwilliam College         |                               |
| St Hilda's College        | 1893                     |                             |                               |
| St Hugh's College         | 1886                     | Clare College               |                               |
| St John's College         | 1555                     | Sidney Sussex College       | £303,850,750                  |
| St Peter's College        | 1929, status koleje 1961 |                             |                               |
| Somerville College        | 1879                     | Girton College              |                               |
| Trinity College           | 1554                     | Churchill College           |                               |
| University College        | 1249                     | Trinity Hall                |                               |
| Wadham College            | 1610                     | Christ's College            |                               |
| Wolfson College           | 1966, status koleje 1981 | Darwin College              |                               |
| Worcester College         | 1714                     | St Catharine's College      | £32,000,000                   |

### Permanent Private Halls
| PPH                   | Počet studentů | Obory |
| --------------------- | -------------- | --- |
| Regent's Park College | 100            | antická archeologie a starověká historie, angličtina, geografie, právo, historie, historie a politologie ekonomie a politologie, filosofie a teologie, teologie |
| Wycliffe Hall         | 50             | filosofie a teologie, teologie |
| St Stephen's House    | 20             | teologie |
| Blackfriars           | 5              | politologie a ekonomie, filosofie a teologie, teologie |
| Campion Hall          | 1              | - |

### Organizace univerzity
Univerzita je sdružením více než čtyřiceti autonomních kolejí a hlavním vedením v čele s vicekancléřem. Jednotlivé akademické ústavy jsou centralizovány, tedy nejsou přidružené k žádné konkrétní koleji. Tyto ústavy zajišťují prostředky potřebné pro výuku a výzkum, stanovují osnovy a udělují pokyny pro výuku, podílejí se na výzkumech a zajišťují přednášky a semináře. Koleje pro své studenty zajišťují konzultační výuku. Členové akademického ústavu pocházejí z různých kolejí. Ačkoli se některé koleje více zaměřují na určité předměty (např. Nuffield College je centrem sociálních studií), jde většinou o výjimky a na většině kolejí lze nalézt akademiky a studenty studující nejrůznější předměty. Zařízení jako např. knihovny jsou k dispozici na všech úrovních univerzity: hlavní univerzitou (Bodleianská knihovna), ústavy (knihovny jednotlivých ústavů jako třeba Knihovna fakulty anglistiky) a kolejemi (z nichž každá nabízí svým studentům knihovnu s literaturou mnoha oborů).

## Studium

### Akademický rok
Akademický rok je rozdělen do tří trimestrů: Michaelmas (od října do prosince), Hilary (od ledna do března) a Trinity (od dubna do června). V rámci těchto trimestrů univerzitní rada každý rok určí osm týdnů, tzv. „Full terms“ kdy probíhá výuka studentů. Tato období jsou kratší než na většině ostatních britských univerzit. Od studentů se mimo jiné předpokládá, že se budou intenzivně připravovat i během prázdnin (vánočních, velikonočních a letních). Od studentů se očekává, že na univerzitě budou přítomni i během týdne před začátkem trimestru. Tento týden bývá označován jako tzv. „noughth week“ (nultý tyden). Během tohoto období prochází studenti zkouškami označovanými jako „collections“, které organizují jednotlivé koleje (nikoli univerzita) na základě žádosti konkrétních vyučujících. Jedná se v zásadě o zkoušky na nečisto, které mají za cíl zjistit úroveň znalostí studentů z předmětů, kterým se věnovali předchozí trimestr.

### Výuka
Hlavním typem výuky je výuka formou konzultací (tutoriálu), kdy jeden až čtyři studenti stráví hodinu s akademikem diskuzí o jejich celotýdenní práci, většinou eseji (v případě humanitních věd, většiny sociálních věd, některých matematických, fyzikálních či přírodních věd) nebo úlohách (v případě většiny matematických, fyzikálních či přírodních věd a některých sociálních věd). Studenti mají většinou jednu nebo dvě konzultace týdně a to u jakéhokoli akademika na jakékoli koleji, nejen na jejich vlastní koleji, podle toho, jaká kvalifikace je potřeba a kolik je k dispozici vyučujících. Doplňkem ke konzultacím jsou přednášky, kurzy a semináře organizované ústavy. Postgraduální studenti studijních oborů založených na praktické výuce většinou absolvují kurzy a semináře, i když s větším důrazem na individuální výzkum.

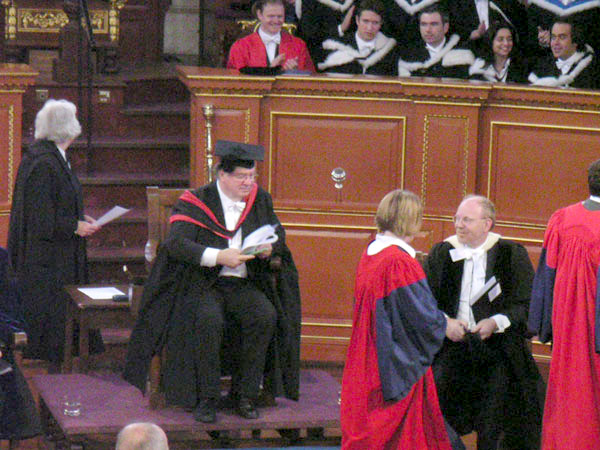
Ceremonie na Oxfordu

### Zkoušky a tituly
Za organizaci zkoušek a udělování titulů je zodpovědná univerzita sama. Pro získání prvního titulu je potřeba úspěšně složit dvě sady zkoušek. První sada zkoušek, která se nazývá „Honour Moderations“ („Mods“) nebo „Preliminary Examinations“ („Prelims“) obyčejně probíhá na konci prvního ročníku (u těch, co studují právo, teologii, filosofii a teologii, experimentální psychologii, psychologii, filosofii a fyziologii probíhají zkoušky po dvou trimestrech a u těch, co studují klasická studia po pěti). Druhá sada zkoušek, „Final Honour School“ („Finals“) probíhají na konci studia. Na základě výkonu u těchto závěrečných zkoušek je absolventům udělen titul prvního, vyššího a nižšího druhého, nebo třetího stupně. Titul prvního stupně je většinou předpokladem pro postgraduální studium. Magisterské a doktorské tituly založené na vlastním výzkumu jsou udělovány pro všechny předměty postgraduálního studia vyučované na univerzitě. Na základě tradice mohou všichni absolventi bakalářského studia po sedmi letech od imatrikulace bez jakéhokoli dalšího studia za nepatrný poplatek zažádat o povýšení svého titulu na titul „MA“ („Master of Arts“).

## Čestné doktoráty
Encaenia je každoroční ceremonie Oxfordské univerzity, během které významné světové osobnosti přebírají její nejvyšší ocenění: titul čestného doktora. Pouze čtyřikrát za více než pět a půl století udělování titulu byli mezi laureáty Češi:
- Tomáš Garrigue Masaryk – po vzniku samostatného Československa
- Edvard Beneš – za svou exilovou činnost během druhé světové války
- Václav Havel – za přechod k demokracii
- Tomáš Halík – 2016, čestný doktorát bohosloví (Doctor of Divinity, honoris causa)

## Dnešní stav
Rektorem univerzity je anglický politik Chris Patten. Celkem má více než 21 000 studentů.

## Slavní absolventi

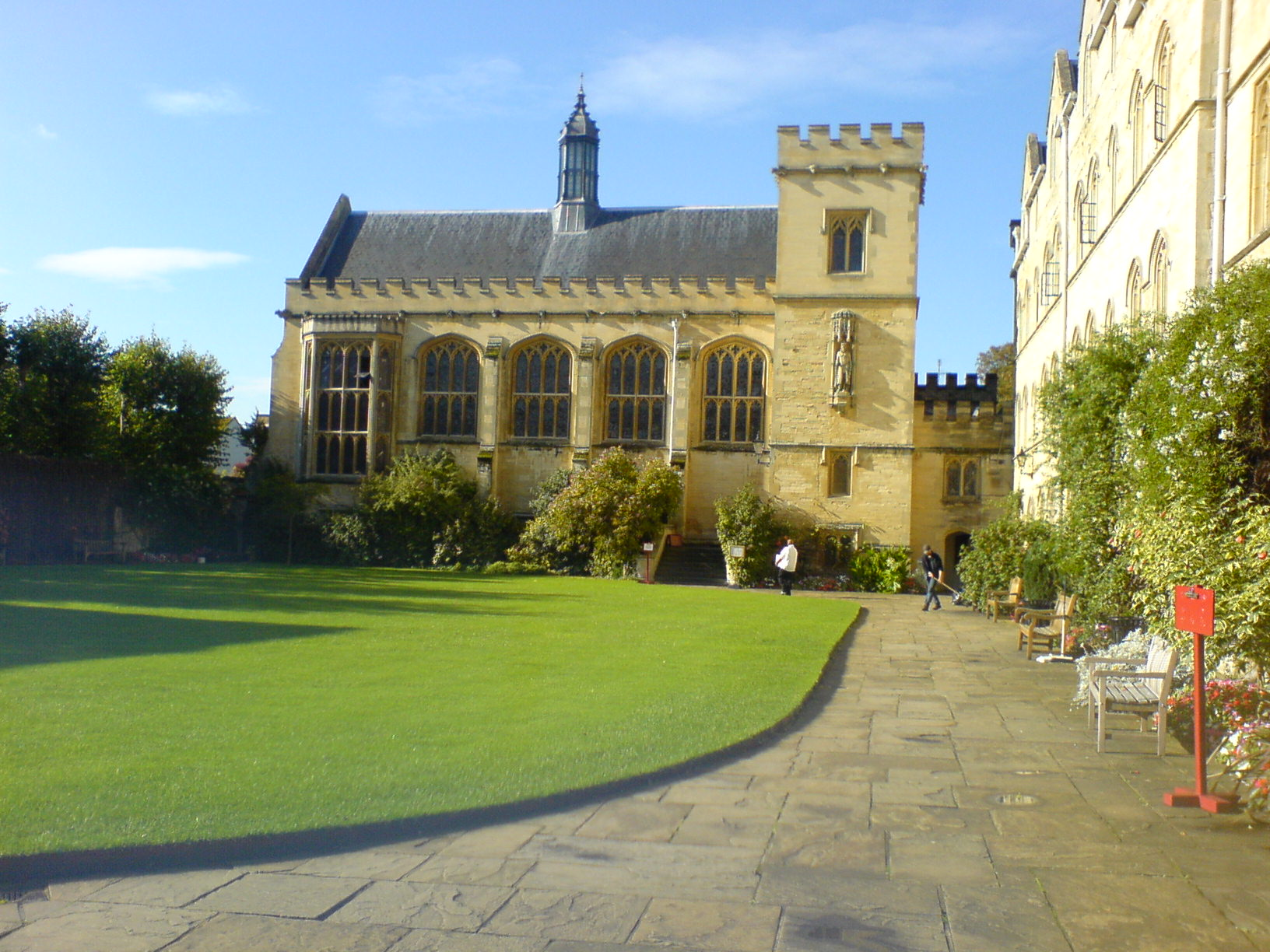
Pembroke College

Oxford má velmi důležitou roli ve vzdělávání ve Spojeném království. Jde ale o elitářský přístup ke vzdělání. Vystudovalo zde nejméně 8 zahraničních panovníků, 47 držitelů Nobelovy ceny, 3 držitelé Fieldsovy medaile, 26 premiérů Spojeného království (včetně bývalého premiéra Davida Camerona), nejméně 30 zahraničních prezidentů a premiérů, 12 svatých, 89 arcibiskupů, 18 kardinálů a jeden vzdoropapež.
Současní vědci jako jsou , Richard Dawkins a držitelé Nobelovy ceny Anthony James Leggett, Tim Berners-Lee a mnoho jiných.
Mezi dlouhým seznamem spisovatelů, kteří jsou spojeni s Oxfordem jsou nejznámější Evelyn Waugh, Jane Austen, Lewis Carroll, Aldous Huxley, Oscar Wilde, C. S. Lewis, J. R. R. Tolkien, Philip Pullman, Vikram Seth, Plum Sykes a Percy Bysshe Shelley.

## Galerie

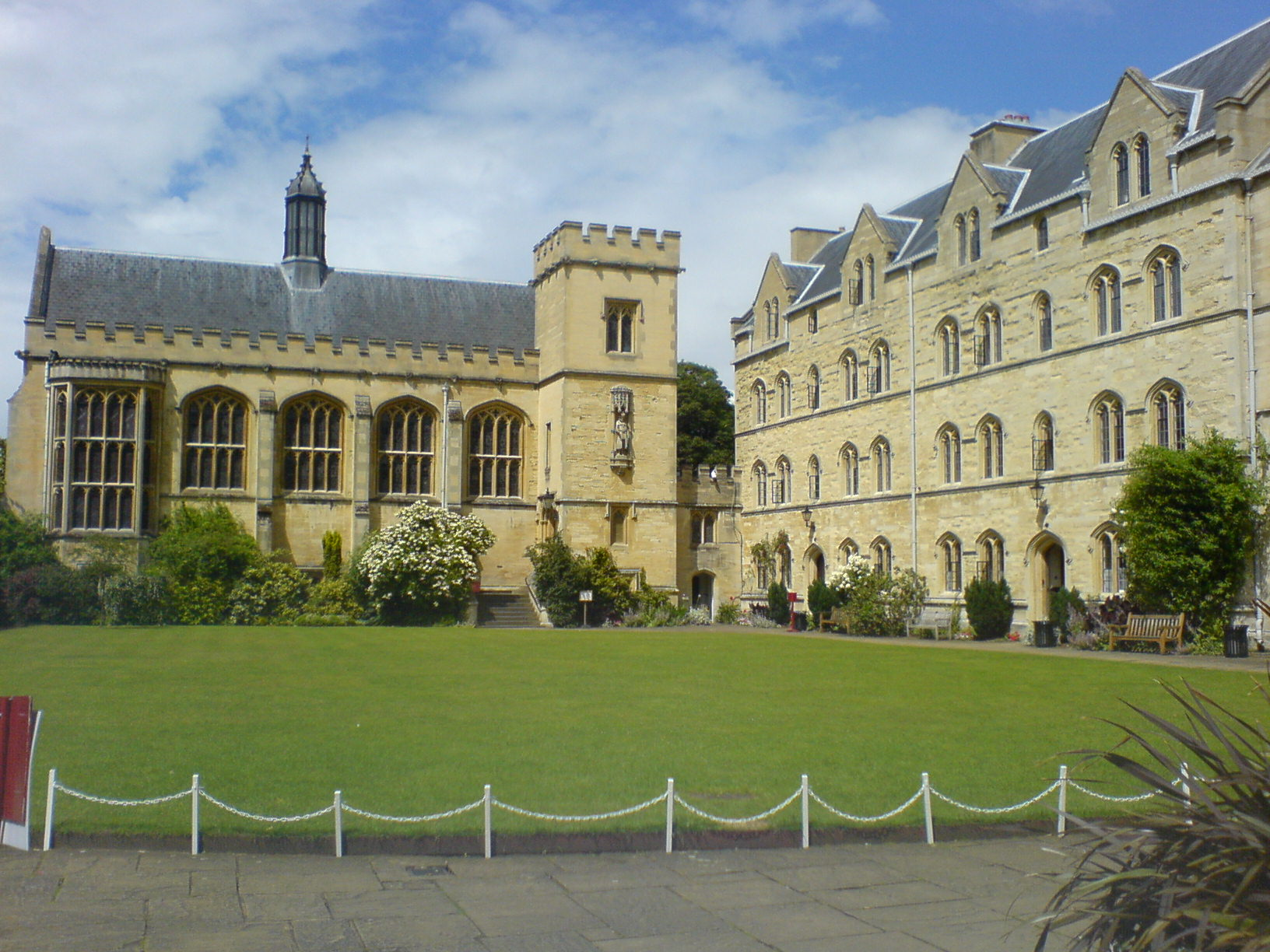
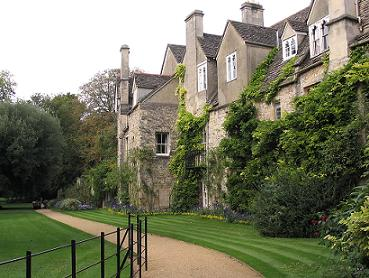
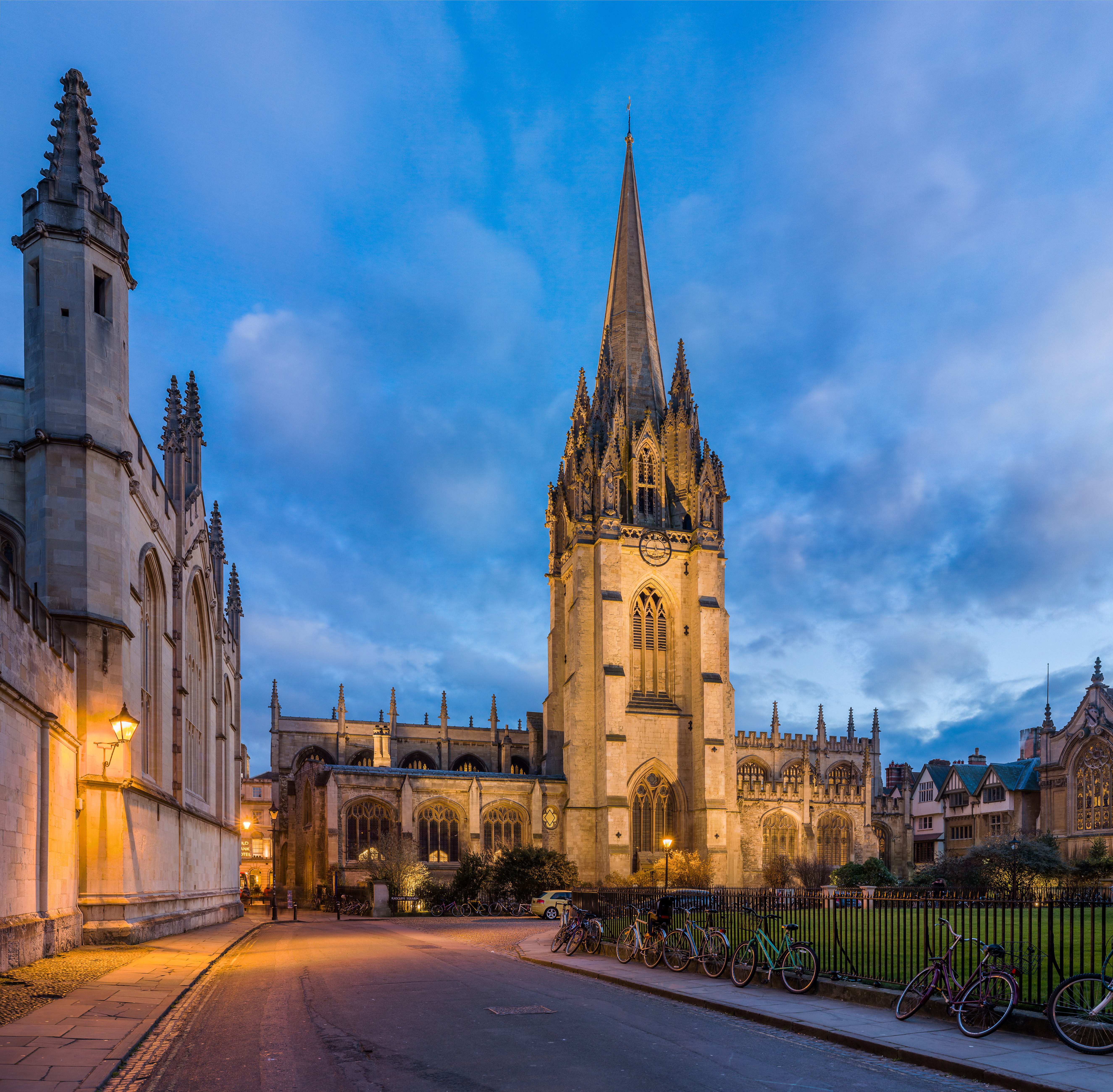
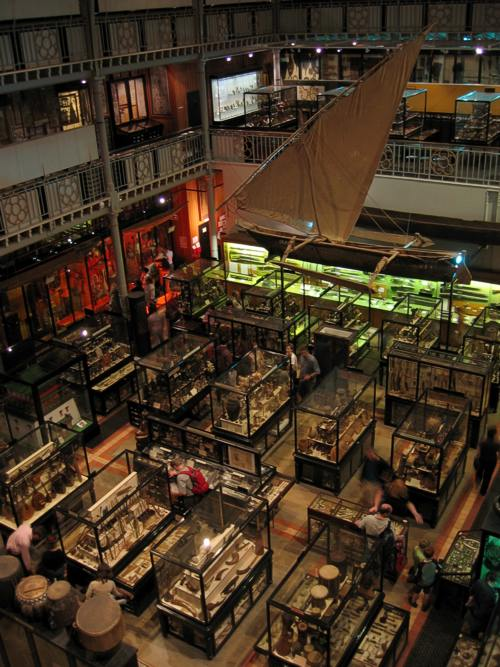
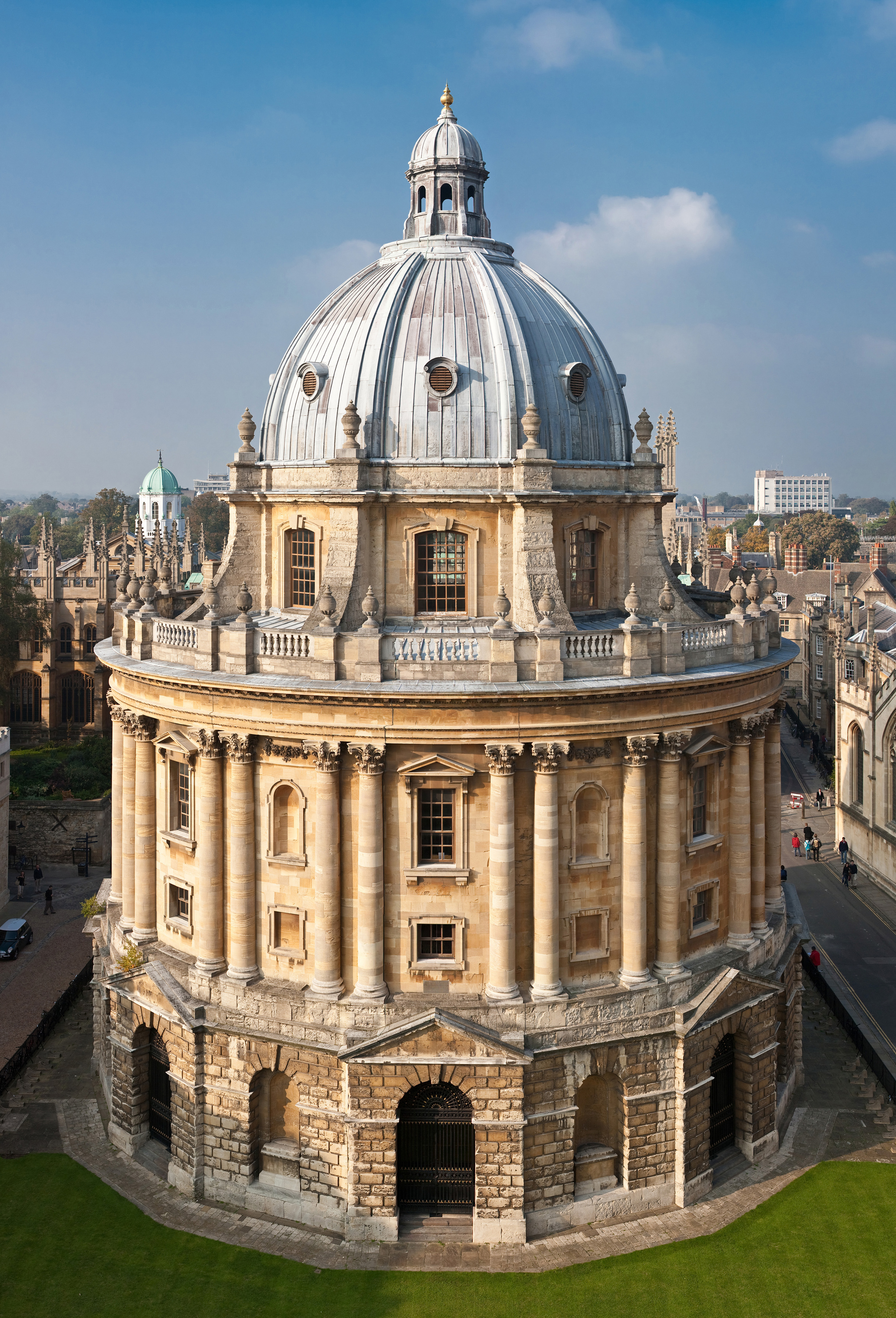
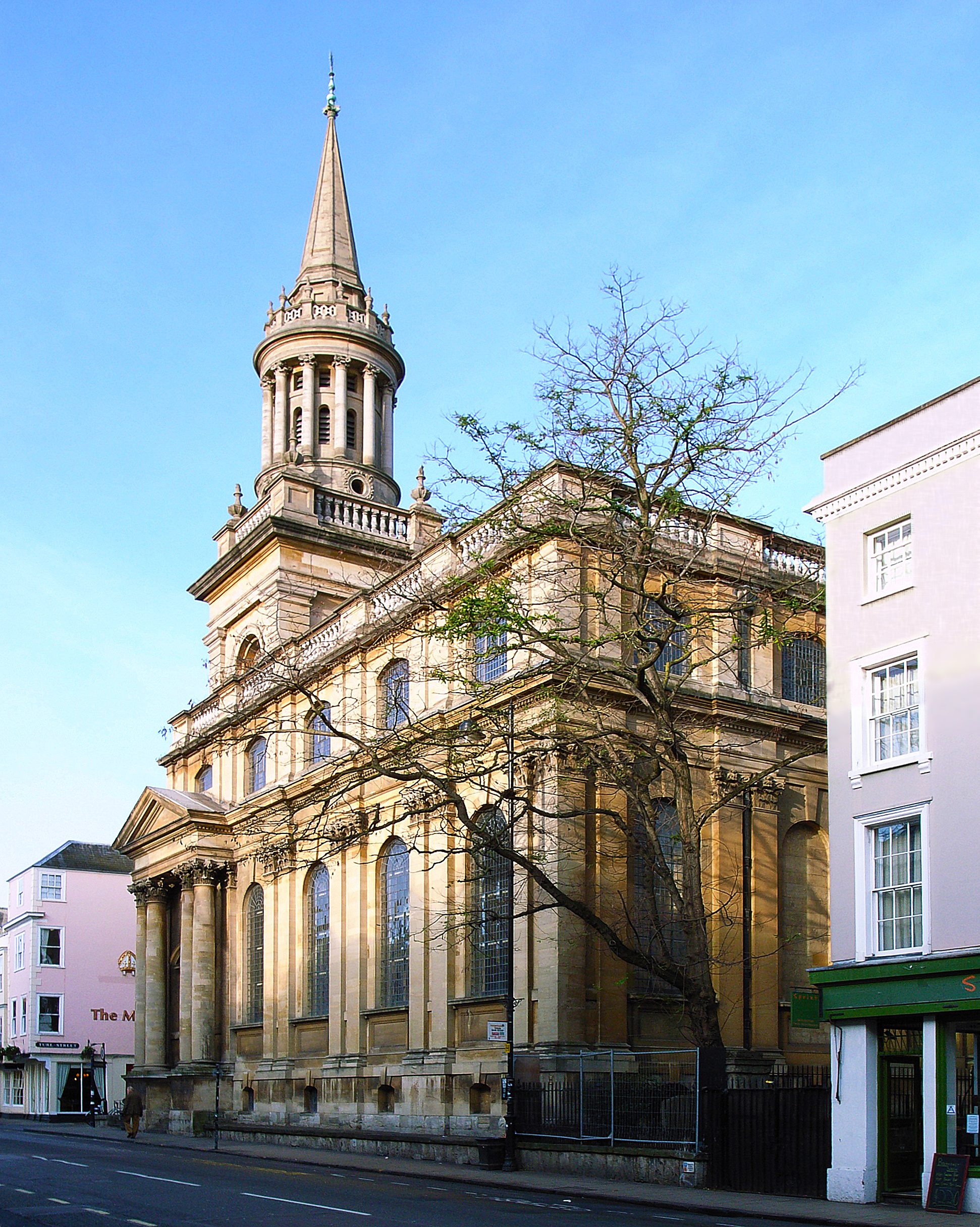
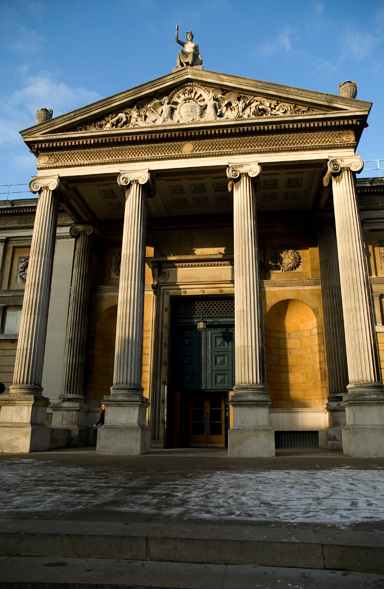
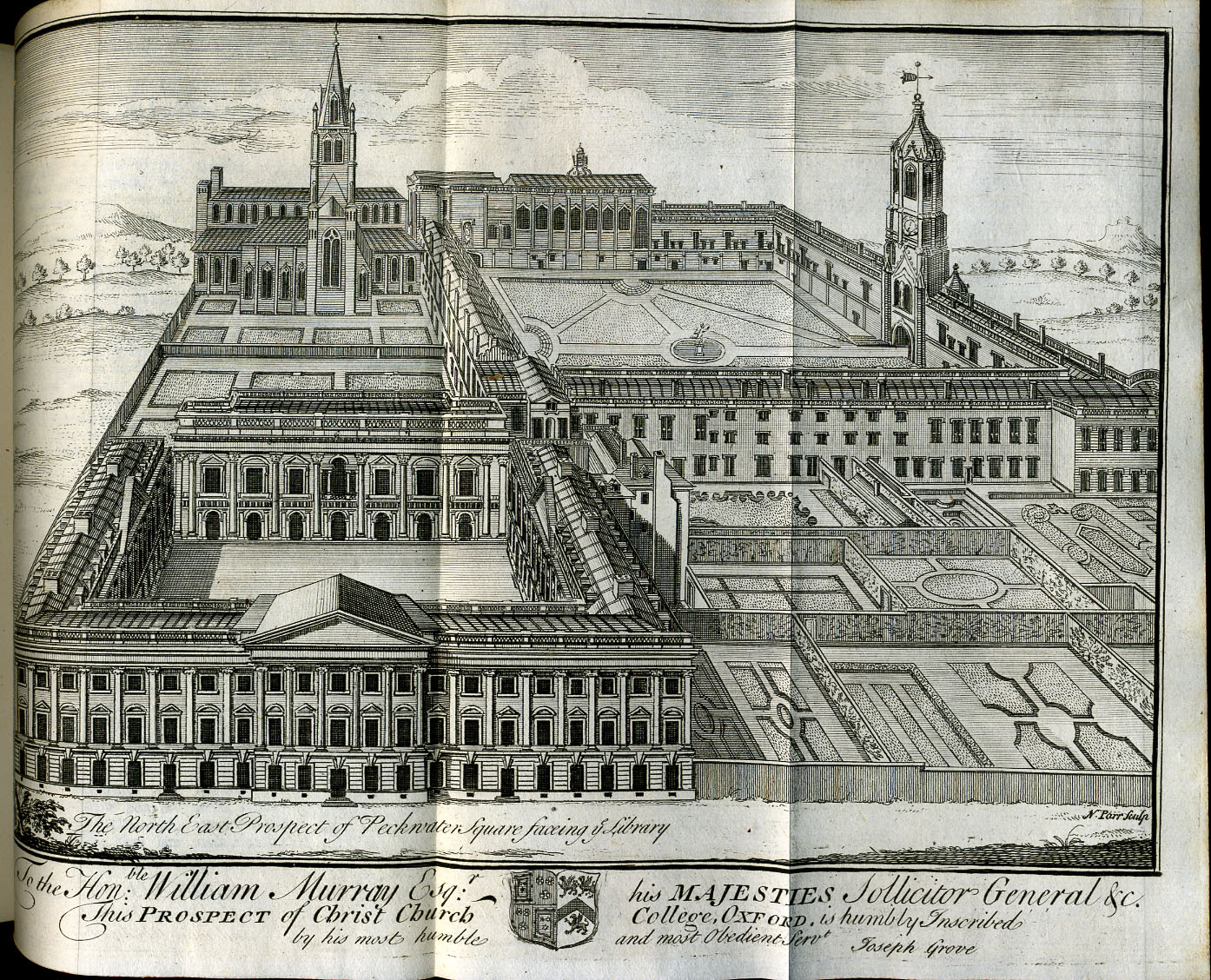
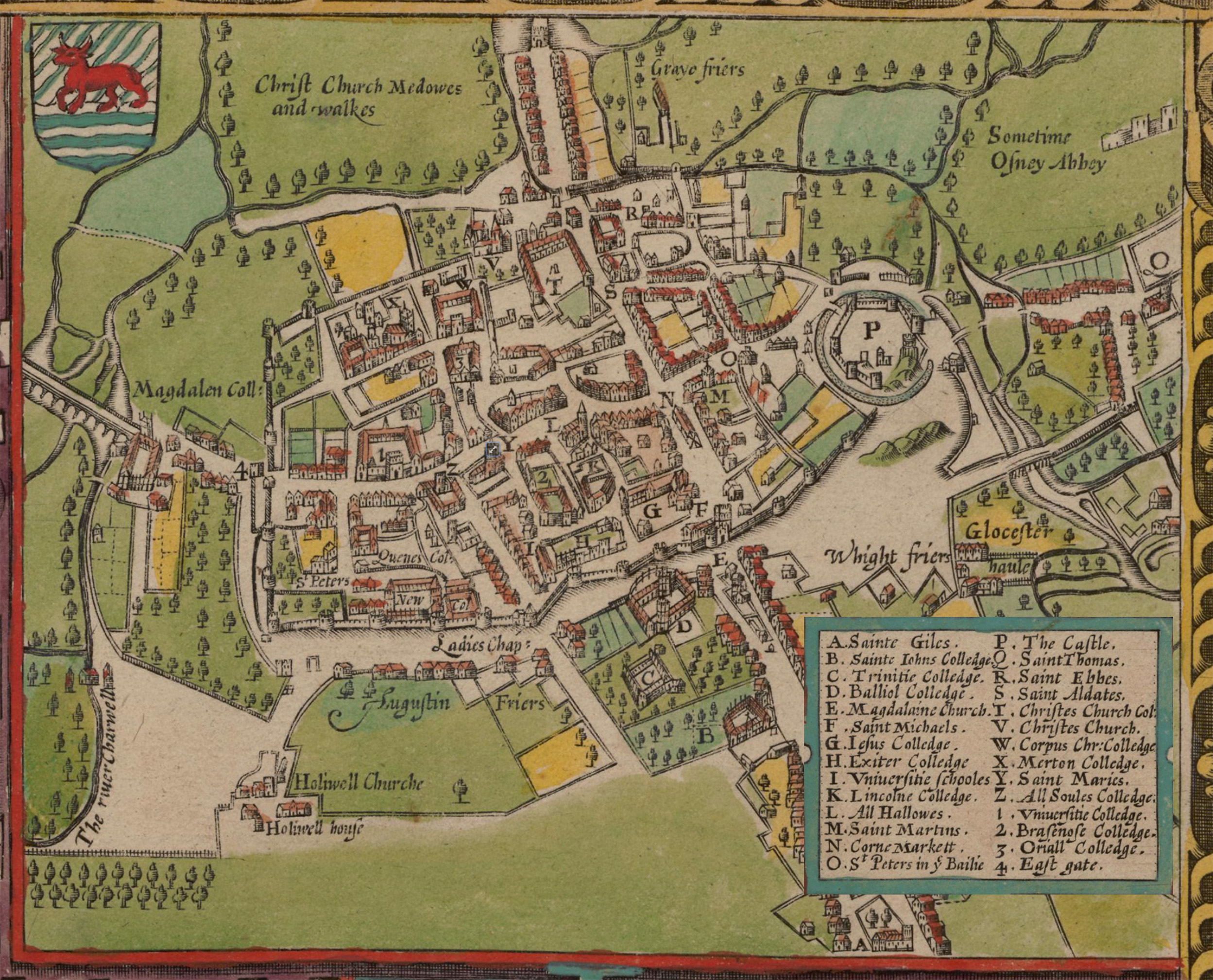
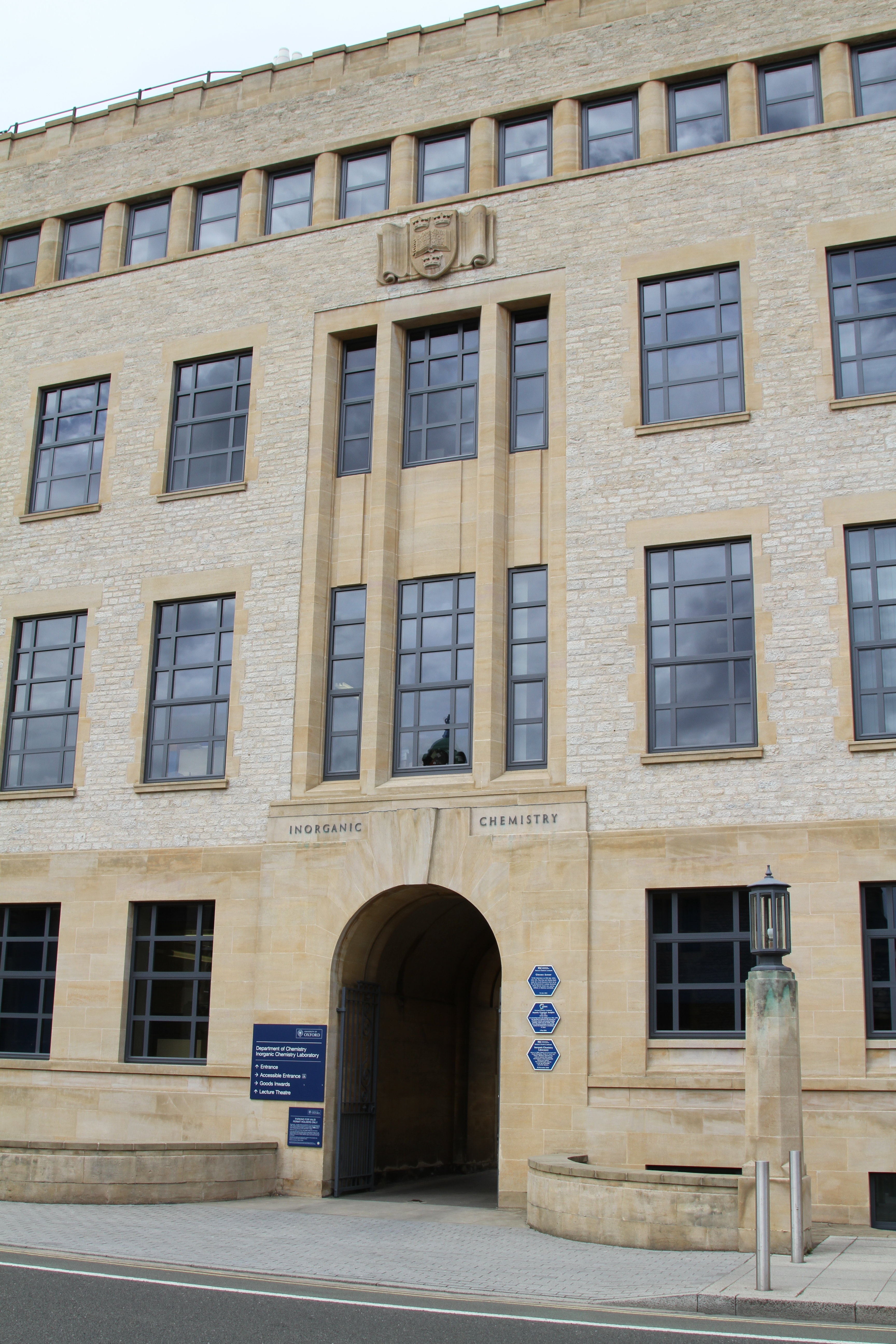